# Anopheles aitkenii
Anopheles aitkenii este o specie de țânțari din genul Anopheles, descrisă de James în anul 1903. Conform Catalogue of Life specia Anopheles aitkenii nu are subspecii cunoscute.